# Beaulieu (Nièvre)
Beaulieu è un comune francese di 32 abitanti situato nel dipartimento della Nièvre nella regione della Borgogna-Franca Contea.

## Società

### Evoluzione demografica
Abitanti censiti